# Тайгър (линеен крайцер, 1913)
Тайгър (на английски: HMS Tiger) е линеен крайцер на британския Кралски флот, от времето на Първата световна война.
Явява се развитие на проекта за линеен крайцер „Куин Мери“, със същите осем 343-мм оръдия на главния калибър и сходна схема за брониране. Както и при съвременните му линкори от типа „Айрън Дюк“, на „Тайгър“, вместо използваните по-рано 102-мм, са поставени 152-мм оръдия за противоминен калибър. Казематът на тези оръдия получава брониране с дебелина 152 мм, което увеличава общата площ на бронирания борд. С оглед на японския опит е поставен подводен 76-мм пояс, като на японските линейни крайцери от типа „Конго“. Броят на торпедните апарати е увеличен до четири.
Най-мощният и съвършен британски линеен крайцер, построен преди началото на Първата световна война. Счита се за най-красивия кораб в Кралския флот. Съвременните му германски крайцери от типа „Дерфлингер“ имат въоръжение от 305-мм оръдия. За сметка на по-голямата начална скорост и съвършенство на снарядите германското 305-мм оръдие практически не отстъпва на британското 343-мм. По скорост и мореходност „Тайгър“ превъзхожда своите аналози, но им отстъпва по защитеност. Специалистите смятат, че по комплекса от характеристики британският крайцер отстъпва на по-балансирания „Дерфлингер“.
„Тайгър“ активно се използва в годините на Първата световна война, намирайки се в състава на 1-а ескадра линейни крайцери. Под командването на адмирал Дейвид Бийти 1-а ескадра, заедно с „Тайгър“, взема участие в боя при Догер банк и Ютландското сражение. Според условията на Лондонския договор от 1930 г. за съкращаване на морските въоръжения „Тайгър“, на 30 март 1931 г., е изваден от състава на флота и продаден за скрап.

## История на създаването
В корабостроителната програма за 1911 – 1912 г. са заложени средства за четири линкора (бъдещият тип „Айрън Дюк“) и един линеен крайцер. В проекта за новите линейни кораби са предложени две съществени изменения в сравнение с предходните типове – преход от 102-мм на 152-мм оръдия за спомагателната артилерия и поставянето на кърмов отсек за подводни траверсни торпедни апарати (последното увеличава броя на торпедните тръби двойно). Логично е внедряването на тези изменения и в проекта за линейния крайцер.
Етапът на ескизното проектиране на линейния крайцер отнема повече време, отколкото при предишните крайцери. Точната дата за начало на проектните работи по линейния крайцер е неизвестна. През юли 1911 г. Главният строител в Кралския флот Филип Уотс предава на контрольора на флота за разпространение сред морските лордове три предварителни проекта – „А“, „А1“ и „С“. Проект „В“ в този пакет няма – явно е отклонен преди това. В проектите от група „А“ 343-мм кули са разположени по линейно-терасовидната схема, кулите „B“ и „X“ са над кулите „A“ и „Y“. В проекта „С“ кулите са разположени по същата схема, но третата кула е преместена към носа. Между нея и последната кула са разположени машинните отделения. Такава схема за разположение се смята от Уотс за по-добра, тъй като при въвеждането на кърмовия отсек за подводните ТА позволява по-оптимално да се разположат траверсните прегради. За разлика от предходния линеен крайцер „Куин Мери“, всички котелни отделения са разположени до третата кула на главния калибър. Това позволява да се поставят всички комини и надстройки до кулите и ѝ осигурява по-големи ъгли на обстрел. Проект „С“ има като спомагателна артилерия стандартните за британските крайцери 102-мм оръдия. В проектите „А“ и „А1“, също както и при планираните линкори от програмата за 1911 – 1912 г., са предложени 152-мм оръдия, защитени със 127-мм броня. Защитата на каземата увеличава бронираното пространство на височина една палуба, но създава проблеми с устойчивостта поради увеличаване на „високото тегло“. За компенсиране на това ширината на проекта „А1“ е увеличена до 27,7 м със съответното увеличение на мощността на силовата установка за осигуряване на проектната скорост.
В схемата на бронирането има една промяна – под главния пояс е поставен още и подводен 76-мм пояс. В пояснителната записка не са указани причините за това, има само препратка към японския опит. Подводният пояс е сам по себе си резултат от преосмислянето на опита от руско-японската война и служи за защита както от гмуркащи се снаряди, така и за прикритие на оголящата се при люлеене подводна част от борда. Подобен пояс има на новите японски капитални кораби, в т.ч. и на строящия се в Британия за Япония линеен крайцер „Конго“. Независимо от мнението на британския историк на флота Оскар Паркс, твърдящ, че в конструкцията на „Тайгър“ са използвани решенията за „Конго“, Робъртс, както и ред други изследователи, отбелязва, че подводният пояс е единственото заимстване от японския проект. Преходът към 152-мм оръдия и избраното разположение на кулите на главния калибър са обусловени от еволюцията на британските линейни крайцери.
Лордовете като цяло одобряват проект „А1“, обаче го критикуват за неудовлетворителните ъгли на обстрел на 152-мм оръдия в носовия и кърмовия сектори. Заедно с това те отбелязват, че разположението на главния калибър в проекта „С“ в три групи позволява да се повиши живучестта в бой. И ако разполагането на две кули в съседство грози от изваждането им от строй с едно попадение, то за трите групи за изваждането от строй на главния калибър ще е необходимо да се порази не една, а три цели. На база тези забележки Първият морски лорд отбелязва необходимостта да се вземе за основа проекта „А1“ и да се внесат в него следните изменения:
- разположението на ГК да се вземе от проект „С“;
- да се преразпределят 152-мм оръдия в каземата, с цел воденето на огъня в носовия сектор да е възможно до 3° от диаметралната плоскост;
- да се добавят над палубата на полубака още един каземат със 152-мм оръдия със защита от 152-мм броня.

Новият проект получава обозначението „А2“ и е представен за разглеждане на Съвета на лордовете на 14 август и след четири дни е одобрен. Главният конструктор на флота е помолен да пристъпи към детайлното проектиране колкото е възможно по-бързо, за това етапът на предварителното проектиране с това трябва да е завършен, ако не се случва промяната в политическата обстановка.
През октомври 1911 г. Уинстън Чърчил сменя Реджиналд Маккена на поста Първи лорд на Адмиралтейството. Заемайки поста, Чърчил сменя състава на Съвета на лордовете на Адмиралтейството (от предишния състав остава само третият лорд-контролер, контраадмирал Бригс) и иска преразглеждане на проекта за линейния крайцер. Чърчил детайлно вниква в проектите за новите кораби, което е нетипично за гражданските чиновници, заемащи поста на Първи лорд. Отдавайки както и Джон Фишър голямо значение на бойната мощ и скоростта, той на 20 ноември 1911 г. иска да се увеличи скоростта на бъдещия линеен крайцер.
Първото заседание на новия състав на Съвета на Адмиралтейството е на 5 декември. На 12 декември Съветът като цяло утвърждава детайлния проект А2, при условие внасянето в него на някои изменения с цел да се увеличи мощността на силовата установка. Веднага Чърчил с писмо моли Уотс да разгледа преминаването към напълно нефтено отопление за линкорите и крайцерите от програмата за 1911 – 1912 г. След три дни Уотс внася за разглеждане от съвета на два варианта за модификация на проекта – „А2a“ (в литературата понякога се среща като „А2*“) и „А2b“ (понякога „А2**“). В проекта „А2а“, с цената на допълнителни 100 дълги тона водоизместимост, мощността на силовата установка нараства до 100 000 к.с. и достига скорост от 29,5 възела. Газенето нараства с един инч (25,4 мм). В проекта „А2b“ при увеличение от 350 дълги т тегло на енергетичната установка и 50 тона в корпуса се достига мощност от 108 000 к.с. и скорост 30 възела. При това газенето нараства с три дюйма (76 мм) и възниква необходимост да се повдигне броневата палуба над машинната установка поради увеличаването на заемания от нея обем. Допълнително пълният запас гориво се увеличава по 1450 дълги т нефт и въглища, при претоварване може да се добавят още по 450 тона от двата вида гориво. С проектите следва и коментара на Уотс, че без кардинална промяна на проекта, превеждането на котлите само на нефт няма да се получи. Част от въглищата се намират в бункери над броневата палуба и създават допълнителна защита. При замяната на въглищата с нефт той ще трябва да се постави над бронепалубата, което отрицателно ще се отрази на защитеността на кораба.
На 19 декември 1911 г. Съветът на лордовете и Чърчил одобряват проекта „А2b“, и само след два дена обявата за поръчката за строителство е изпратена до 10 фирми. На 2 март 1912 г. за победител в търга е обявена фирмата „John Brown & Company“ (предложението ѝ е изпратено на 23 януари). Бъдещият крайцер получава названието „Тайгър“ (на английски: Tiger). На 3 април фирмата строител е уведомена, че печели поръчката, и на следващия ден е подписан контрактът за строителство. В хода на строителството в проекта са внесени редица изменения:
- на 10 февруари 1912 г. в конструкцията добавят цистерни за система за активно успокояване на люлеенето, обаче през юни 1912 г. се отказват от тази система, ограничавайки се до увеличаването на височината на скуловите килове от 457 мм до 762 мм;
- на 27 февруари 1912 г., както и на „Лайън“ и „Куин Мери“, височината на комините е увеличена с 1,5 м до 24,7 м над конструктивната водолиния;
- на 27 юли 1912 г. в конструкцията на котлите са включени допълнителни инжектори за впръскване на нефт. Допълнителните 27,5 дълги тона са за сметка на запаса от водоизместимост;
- През 1913 г. в състава въоръженията са добавени две 76-мм зенитни оръдия;
- Броят на салютните 3-фунтови оръдия е намален от шест до четири;
- През 1913 г. е решено да се откажат от поставянето на противоторпедни мрежи, което икономисва 95 тона.

При влизането си в строй „Тайгър“ се оказва със 70 дълги тона по-лек от своята проектна водоизместимост.
Немският автор Зигфрид Брейер счита, че по програмата за 1912 – 1913 г. по проекта на „Тайгър“ трябва да бъде построен втори линеен крайцер – „Леопард“.
| Проект                                            | „Куин Мери“      | „А“              | „А1“             | „А2“             | „С“              | „А2“             | „А2*“            | „А2**“           | „Тайгър“         |
| ------------------------------------------------- | ---------------- | ---------------- | ---------------- | ---------------- | ---------------- | ---------------- | ---------------- | ---------------- | ---------------- |
| Дата                                              | 1910             | юли 1911         | юли 1911         | юли 1911         | юли 1911         | 12 декември 1911 | 15 декември 1911 | 15 декември 1911 | януари 1912      |
| Дължина×ширина×газене                             | 213,4×27,13×8,53 | 213,4×27,74×8,69 | 213,4×27,74×8,61 | 213,4×27,74×8,61 | 213,4×27,13×8,61 | 213,4×27,58×8,61 | 213,4×27,58×8,63 | 213,4х27,58х8,69 | 214,6×27,58×8,69 |
| Нормална водоизместимост, дълги тона              | 27 000           | 28 450           | 28 100           | 28 100           | 27 250           | 28 200           | 28 300           | 28 500           | 28 490           |
| Мощност на ЕУ, к.с. (скорост, възела)             | 75 000 (28)      | 80 000 (28)      | 79 000 (28)      | 79 000 (28)      | 76 000 (28)      | 82 000 (28)      | 100 000 (29,5)   | 108 000 (30)     | 108 000 (30)     |
| Въоръжение                                        | 4×2×343-мм       | 4×2×343-мм       | 4×2×343-мм       | 4×2×343-мм       | 4×2×343-мм       | 4×2×343-мм       | 4×2×343-мм       | 4×2×343-мм       | 4×2×343-мм       |
| ПМК                                               | 16×102-мм        | 16×102-мм        | 16×152-мм        | 16×152-мм        | 16×102-мм        | 16×152-мм        | 16×152-мм        | 16×152-мм        | 16×152-мм        |
| Брониране, мм                                     |                  |                  |                  |                  |                  |                  |                  |                  |                  |
| Главен / горен пояс                               | 229 / 152        | 229 / 152        | 229 / 152        | 229 / 152        | 229 / 152        | 229 / 152        | 229 / 152        | 229 / 152        | 229 / 152        |
| Каземат                                           | 102              | 127              | 127              | 127              | 102              | 152              | 152              | 152              | 152              |
| Подводен пояс                                     | –                | 76               | 76               | 76               | –                | 76               | 76               | 76               | 76               |
| Кули на ГК, чело/барбет                           | 229 /(229 и 203) | 229 /(229 и 203) | 229 /(229 и 203) | 229 /(229 и 203) | 229 /(229 и 203) | 229 /(229 и 203) | 229 /(229 и 203) | 229 /(229 и 203) | 229 /(229 и 203) |
| Бойна рубка                                       | 254              | 254              | 254              | 254              | 254              | 254              | 254              | 254              | 254              |
| Палуба горна + долна                              | 25+38            | 25+25            | 25+25            | 25+25            | 25+25            | 25+25            | 25+25            | 25+25            | 25+25            |
| Съставляващи на тегловото натоварване, дълги тона |                  |                  |                  |                  |                  |                  |                  |                  |                  |
| Оборудване                                        | 805              | 820              | 820              | 820              | 820              | 840              | 840              | 840              | 845              |
| Корпус                                            | 9760             | 9860             | 9830             | 9830             | 9650             | 9650             | 9650             | 9770             | 9830             |
| Брониране                                         | 6575             | 7030             | 6980             | 6980             | 6730             | 7360             | 7360             | 7360             | 7400             |
| Въоръжение                                        | 3300             | 3860             | 3650             | 3650             | 3450             | 3650             | 3650             | 3650             | 3660             |
| ЕУ                                                | 5460             | 5780             | 5720             | 5720             | 5500             | 5550             | 5650             | 5900             | 5755             |
| Гориво                                            | 1000             | 1000             | 1000             | 1000             | 1000             | 1000             | 1000             | 900              | 900              |
| Запас водоизместимост                             | 100              | 100              | 100              | 100              | 100              | 100              | 100              | 100              | 100              |
| Всичко проектна (нормална) водоизместимост        | 27 000           | 28 450           | 28 100           | 28 100           | 27 250           | 28 150           | 28 250           | 28 520           | 28 490           |
| Проектна водоизместимост, т                       | 27 432           | 28 905           | 28 550           | 28 550           | 27 686           | 28 600           | 28 702           | 28 976           | 28 946           |

## Конструкция
|  |

### Корпус
Проектната нормална водоизместимост съставлява 28 500 дълги тона, действителната нормална – 28 430 д. т, при средно газене от 8,68 м, срещу 8,53 м при „Лайън“. Пълната водоизместимост съставлява 35 710 д. т.
Дължината между перпендикулярите е 201,3 м, по водолинията – 212,9 м, максималната е 214,7 м. Ширината на корпуса е 27,6 м. Височината на надводния корпус при проектната водоизместимост в носовия край е 9,14 м, на мидъла – 7,45 и 5,79 в кърмата. Височината на борда от кила до батарейната палуба е 13,6 м. Увеличаване на газенето с 1 см съответства на увеличаване на водоизместимостта с 39,8 д. т. Корпусът на кораба е разделен с водонепроницаеми прегради на 23 отсека, а двойно дъно има на 79% от неговата дължина. Способът за набор на корпуса е смесен.
Всички кули на главния калибър се намират по диаметралната плоскост. Носовите кули „А“ и „В“ са поместени линейно-терасовидно. Зад тях вървят котелните отделения, сведени в една група. Зад третия комин, между котелните и машинните отделения, е поставена кула „Q“. За разлика от „Лайън“ в кърмовия сектор след нея отгоре на палубата има свободно пространство, което ѝ осигурява добри сектори за обстрел. Следват машинните отделения и кърмовата кула „Y“. Кърмовите кули са достатъчно отдалечени една от друга, което изключва възможността да се извадят от строя в резултат на едно попадение.
При нормална водоизместимост метацентричната височина съставлява 1,37 м (при „Лайън“ е 1,48 м), при пълна – 1,92 м. През 1918 г. при водоизместимост от 32 800 т разчетната метацентрична височина съставлява 1,57 м. По проект е предвидено поставянето на цистерни към системата за активно успокояване на люлеенето, но вместо тях са поставени скулови килове с голяма площ.
На „Тайгър“ има два паралелни балансирни руля с рулева машина система „Денис“. В състава на котвеното въоръжение влизат три носови 6,35-т котви „Адмиралтейски тип“ без щок (две основни и една резервна) и една кърмова 2,13-тонна котва без щок.
В състава на корабните спасителни средства влизат два 15,2-м парни полубаркаса, един ветроходен 11-м полубаркас, един парен 12,8-м баркас, два 10,4-м, два 9,7-м, два 9,14-м спасителни катера, три 8,23-м велбота, едно 4,9-м динги и балсов 4-м сал. За тяхното товарене е поставен дерик кран на полумачта.
При построяването на „Тайгър“ са поставени шестнадесет 610-мм бойни прожектора. По четири прожектора стоят на средния и долния мостик, платформа на товарната мачта с дерик крана и на платформа около задния комин.
Екипажът по проект се състои от 1109 души. През септември 1914 г. той съставлява 1112 души, през май 1915 – 1344, през април 1919 – 1459.
| Съставни на тегловото натоварване по видовете водоизместимост според окончателния проект от 1912 г., дълги тона | Съставни на тегловото натоварване по видовете водоизместимост според окончателния проект от 1912 г., дълги тона | Съставни на тегловото натоварване по видовете водоизместимост според окончателния проект от 1912 г., дълги тона | Съставни на тегловото натоварване по видовете водоизместимост според окончателния проект от 1912 г., дълги тона | Съставни на тегловото натоварване по видовете водоизместимост според окончателния проект от 1912 г., дълги тона |
| Видове теглово натоварване                                                                                      | проектна (нормална) водоизместимост                                                                             | олекотен кораб                                                                                                  | пълна водоизместимост                                                                                           | максимална водоизместимост                                                                                      |
| --- | --- | --- | --- | --- |
| Корпус | 9580 | 9580 | 9580 | 9580 |
| Оборудване | 845 | 608 | 970 | 970 |
| Въоръжение | 3660 | 3660 | 3660 | 3660 |
| Брониране | 7400 | 7400 | 7400 | 7400 |
| Силова установка                                                                                                | 5630 | 5630 | 5630 | 5630 |
| Запаси | 125 | 62 | 125 | 125 |
| Въглища | 450 | 0 | 2450 | 3340 |
| Нефт | 450 | 0 | 2450 | 3800 |
| Вода в цистерните на системата за успокояване на люлеенето                                                      | 250 | 0 | 395 | 395 |
| Запаси прясна вода                                                                                              | 0 | 0 | 700 | 700 |
| Запас водоизместимост                                                                                           | 100 | 100 | 100 | 100 |
| ВСИЧКО | 28 490 | 27 040 | 33 470 | 35 710 |
| ВСИЧКО, метрични тона                                                                                           | 28 947 | 27 474 | 33 997 | 36 273 |

### Въоръжение

#### Главен калибър
Основното въоръжение са осем 343-мм 45-калибрени оръдия Mk. V, такива каквито има на „Лайън“ и „Куин Мери“. Оръдията са разположени в двуоръдейни куполни установки В.II**. Както и установките на „Куин Мери“, системата за подаване на боеприпаси за установките е разчетена за използването на тежащия 636-кг снаряд („Лайън“ може да използва само леките 567-кг снаряди), но е с модернизация с цел увеличаване на скорострелността.
Зарядът е 135 кг кордит MD45. Боекомплектът в мирно време е по 80 снаряда на ствол. Във военно време боекомплектът нараства до 110 снаряда на ствол. Първоначално в състава на боекомплекта влизат „тежките“ бронебойни снаряди APC Mark Ia и „комон“ (СРС) с маса 635 кг. След Ютланд, показващ недостатъчното качество на снарядите, е разработен нов 639,6-кг снаряд APC Mark IIIa „Greenboy“. Кемпбъл казва, че към края на войната боезапасът на „Тайгър“, както и на „Лайън“, на ствол съставлява 77 APC и 33 СРС.
Установките са разчетени за ъгли на възвишение −3° / +20°. На практика началната скорост на снаряда Mark Ia съставлява около 762 м/с, което при максималния ъгъл на възвишение от 20° дава далечина на стрелбата от 23 820 ярда (21 710 м). Но в началото на войната действителната далечина на стрелбата е по-малка, тъй като визьорите в системата за управление на стрелбата осигуряват насочване само при ъгъл на възвишение до 15°21". И едва след поставянето, преди Ютландското сражение, на директора и в кулите на призматичното устройство за „супервъзвишение 6°“, добавящо допълнително 6° към ъгъла на подем на визьорите, „Тайгър“ може да стреля на максималната далечина.

#### Система за управление на артилерийската стрелба
„Тайгър“ става първият британски крайцер, на който система за управление на стрелбата с централно насочване е поставена при строежа. В общия случай задачата на системата за управление на стрелбата е изработката на ъглите на насочване на оръдията. Вертикалният ъгъл на насочване (прицела) зависи от далечината на стрелба, а хоризонталният ъгъл на насочване (целик) съответства на пеленга на целта. Тъй като целта е подвижна, за времето на полета на снаряда на големи дистанции е необходимо да се отчете временно́то изменение на разстоянието (ВИР) и временното изменение на пеленга (ВИП). С оглед ВИР и ВИП прицелването се осъществява в изпреварваща точка.
На „Тайгър“ има поставена система, разработена от Пърси Скот и Дюмареск (John Saumarez Dumaresq). На марса на фокмачтата е поставен директор, в който се намира артилерийският офицер, управляващ насочването на всички оръдия на главния калибър. Заедно с артилерийския офицер в куличката на директора се намират далекомерчик и изчислител. Далекомерчикът определя текущата далечина до целта, давайки я на всеки 3 – 5 секунди. Под директора, на площадка под фор-марса се намира приборът на Дюмареск. Задаващия визьор на прибора на Дюмареск се удържа на целта, задавайки пеленга на целта. Освен пеленга, изчислителят внася в прибора на Дюмареск данните по далечината до целта и данните за взаимното движение на собствения кораб и целта – скоростта на собствения кораб, предполагаемата скорост на целта и ъгъла между курсовете на двата кораба. Приборът на Дюмареск представлява сложен механичен прибор, който се явява механичен аналог на диференциално уравнение и на основата на входните данни изчислява величините на ВИР и ВИП. Също в прибора на Дюмареск, на основа на таблиците за стрелба по далечина, се разчита ъгълът на вертикално насочване на оръдията.
Тези данни се предават в централния артилерийски пост. Там се правят поправките за скоростта на вятъра, плътността на въздуха, индивидуалното износване на оръдията, температурата на барута и се прави окончателният разчет за вертикалния и хоризонталния ъгъл на насочване за всяко оръдие. Коригираните ъгли на вертикално и хоризонтално насочване се внасят в т.нар. задаващи прибори. Те по електрически проводник са свързани с приемащите прибори в кулите. В тях подвижна стрелка се отклонява на ъгъла, заложен в задаващите прибори. Задачата на наводчика в кулата е да съвмести подвижните стрелки на приемащите прибори с неподвижна стрелка, закрепена на кулата (хоризонталният ъгъл на насочване) и на оръдията (вертикалният ъгъл на насочване). В резултат всички оръдия на кораба се насочват едновременно по разчетната точка на изпреварване. Артилерийският офицер затваря веригата за стрелба и се дава залп.
По време на войната броят на далекомерите нараства, а техните размери се увеличават. Към края на войната, на кулите A и Q, са поставени 25-футови (7,6 м) далекомери.

#### Противоминен калибър
В състава на противоминната артилерия влизат 12 152-мм 45-калибрени оръдия Mk. VII с разделно зареждане. Оръдията са поставени на установките Р.VIII, осигуряващи им ъгли на възвишение −7° / +14° и скорострелност от 3,5 изстрела в минута. Теглото на фугасния снаряд съставлява 45 кг, той получава начална скорост от 845 м/с. При ъгъл на възвишение от 14° максималната далечина на стрелбата съставлява 14 700 м (79 кабелта). Десет оръдия се намират в централен брониран каземат на горната палуба в носовата част. Оръдията са разположени в две групи – осем от фокмачтата до кърмовия комин, и още две зад кула „Q“. Вторият каземат за две оръдия се намира на палубата на полубака, над централния каземат. Ако при „Лайън“ противоминната артилерия е равномерно разпределена между носовия и кърмовия сектори на стрелба, то при „Тайгър“ по-голямата част от оръдията може да стреля само в носовия сектор. При това на заложените в рамките на същата бюджетна година линкори от типа „Айрън Дюк“ артилерията е разположена още по-неудачно. При „Тайгър“ палубата на полубака продължава далеч към кърмата, достигайки зад кула „Q“, за това казематът за 152-мм оръдия е по-просторен. При влизането в строй 152-мм оръдия нямат система за управление на стрелбата с централно насочване – тя е поставена едва през 1917 г.
Първоначално в боекомплекта на всяко оръдие влизат 50 полубронебойни и 150 фугасни снаряда – по 200 на оръдие, всичко 2400 снаряда. По-късно боекомплектът намален до 120 на ствол – по 30 полубронебойни, 72 фугасни и 18 фугасни с нощен трасьор. Погребите за носовата група 152-мм оръдия са разположени зад кула „В“, а на кърмовата – вляво от кула „Q“. Кърмовите погреби са разположени един зад друг – снарядния над зарядния.
Системата за подаване на боеприпаси към оръдията се оказва неудачна. В немския флот са обединени снарядните и зарядните погреби, всеки от които с помощта на индивидуален подемник обслужва едно или по-рядко две оръдия. Само така се достига висок темп на подаване и съответно стрелба. На „Тайгър“ боезапасът за 152-мм оръдия се подава от погребите с два вертикални подемника в коридори за подаване на боезапаса. И вече от тях индивидуални елеватори и окачени колички осъществяват подаването към оръдията. За ускоряване на темпа на стрелба част от боезапаса предварително се качва на кранците на оръдията и се намира в системата за подаване. Така например в боя при Догер банк „Тайгър“ започва имайки за всяко оръдие по 20 снаряда на кранците и толкова в системата за подаване.

#### Зенитна артилерия
За разлика от предшестващите линейни крайцери, зенитните оръдия са включени на „Тайгър“ в състава на въоръженията при строежа. На него има поставени две 76-мм зенитни оръдия QF Mk. I на лафет HA Mk. II. До войната боекомплекът на всяко оръдие се състои от 270 фугасни и 30 шрапнелни изстрела. По време на войната той е намален до 120 фугасни и 30 запалителни на оръдие. През 1923 г. 76-мм зенитки са заменени с четири 102-мм/45 оръдия QF Mk. V. През януари 1925 г. те са заменени с четири 76-мм зенитни оръдия Mk. I. През март – септември 1928 г. допълнително са поставени два 40-мм многостволни зенитни автомата Mk. I.
Допълнително в състава на въоръжението влизат едно 76-мм десантно оръдие, четири 47-мм салютни оръдия „Хочкис“, десет картечници „Люис“ и пет картечници „Максим“. През 1915 г. броят на 47-мм оръдия „Хочкис“ е намален до две, но през март 1919 г. техният брой отново е увеличен до четири. Боезапасът за оръдията „Хочкис“ съставлява по 64 снаряда на ствол.
| Оръдие                                 | 13.5"/45 Mark V(H)                                | 6"/45 BL Mark VII           | 4"/45 QF Mark V | 3"/45 20cwt QF HA Mark I | 47-мм Хочкис |
| -------------------------------------- | ------------------------------------------------- | --------------------------- | --------------- | ------------------------ | ------------ |
| Година на разработване                 | 1909                                              | 1901                        | 1913            | 1910                     | 1885         |
| Калибър, мм                            | 343                                               | 152                         | 102             | 76                       | 47           |
| Дължина на ствола, калибри             | 45                                                | 45                          | 45              | 45                       | 40           |
| Маса на оръдието, кг                   | 76 102                                            | 7517                        | 2172            | 1020                     | 240          |
| Скорострелност, изстрела/минута        | 1,5 – 2                                           | 5 – 7 (практическа 3 – 3,5) | 10 – 15         | 12 – 14                  | 20           |
| Установка                              | B Mark II                                         | PVIII                       | HA Mark III?    | HA Mk.II                 | ?            |
| Ъгли на насочване                      | −3°/+20°                                          | −7°/+14°                    | −5°/+80°?       | −10°/+90°                | /+60°?       |
| Тип зареждане                          | картузно                                          | картузно                    | унитарно        | унитарно                 | унитарно     |
| Тип снаряд                             | бронебоен („тежък“) Mark Ia, Mark IIIa (Greenboy) | фугасен                     | фугасен         |                          | фугасен      |
| Тегло на снаряда, кг                   | 635 639,6(Greenboy)                               | 45,4                        | 14,06           | 5,67                     | 1,5          |
| Тегло и тип на метателния заряд        | 135 кг MD45                                       | 13 кг MD26                  | 2,76 кг SC061   | 0,96 кг MD               | 0,24 кг MD   |
| Начална скорост, м/с                   | 759                                               | 845                         | 728             | 762                      | 574          |
| Максимална далечина, м                 | 21 710                                            | 14 700                      | 14 950          |                          |              |
| Досегаемост по височина, максимална, м | –                                                 | –                           | 8760            | 11 340                   | 3000         |
| Ефективна, м                           | –                                                 | –                           | ?               | 7160                     | 1100         |

#### Торпедно въоръжение
Торпедното въоръжение се състои от четири подводни 533-мм торпедни апарата. Те са поместени побордно, два отпред на кула „А“ и два зад кула „Y“. Общият боекомплект се състои от 20 торпеда. Торпедата могат да се използват независимо от скоростта, даже на максималната от 29 възела.

#### Авиационно въоръжение
Към края на войната на кула „Q“ е поставена платформа за излитане на колесен самолет. Изтребителят „Сопуич Кемъл“ може само да излети от тази платформа и да се използва за борба с дирижабли или водене на разузнаване. Кацане на борда не е предвидено – изтребителят трябва да кацне на сушата или в авариен режим летецът може да кацне във водата близо до кораба. Летецът с лодка се качва на борда, а самолетът при това потъва.

### Брониране
|  |

Като цяло схемата на брониране е подобна на използваната при „Лайън“, но с определени промени. Тя е разпределена на по-голяма площ – бордовата броня в средата на корпуса достига до палубата на полубака и са бронирани местата за разполагане на противоминната артилерия. Също се появява редуване на дебелината на палубната броня.
Основните изменения в схемата на брониране се заключават в следното:
- Поясът е продължен в носа и кърмата и започва да прикрива почти цялата водолиния.
- Спускането на долната част на главния пояс е намалено от 914 мм до 686 мм, но при това под пояса е добавена лента 76-мм броня, за сметка на което дълбочината на вертикалното брониране се увеличава до 1,83 м.
- Между горната и палубата на полубака е добавен горен 152-мм пояс, прикриващ батареята на противоминните оръдия.
- В района, прикрит от горния пояс, дебелината на бронирането на горната палуба е намалена.
- Добавени са участъци с 25-мм брони, прикриващи главната палуба пред носовата и зад кърмовата кули на главния калибър.
- Дебелината на главната палуба пред носовия траверс е увеличена от 64 до 76 мм.

Главният броневи пояс от цементирана броня има дебелина 229 мм и дължина от 98 м, разполагайки се от района на предната бойна рубка до вътрешната страна на барбета на кърмовата кула „Y“. Неговата горна част преминава на нивото на главната палуба, а долната влиза под водата на 0,69 м при нормална водоизместимост и на 1,07 м при пълен товар. В носовата част главният пояс продължава с 25,6-метров пояс със 127-мм дебелина. Той прикрива погребите на носовата кула и завършва зад барбета на кула „А“. След това на дължина 36,7 м върви пояс с дебелина 102 мм, завършващ на 9,2 м от форщевена. В кърмата главният пояс също отначало продължава с 8,6-метров участък със 127-мм дебелина. Зад външната страна на барбета на кула „Y“ върви 102-мм пояс с дължина 29 м и завършващ на 7,6 м от ахтерхщевена. Така по водолинията корпусът е прикрит с вертикална броня на дължина от 197,8 м (92,9% от дължината на водолинията). Под главния пояс, по цялото протежение между външните страни на барбетите на крайните кули „А“ и „Y“, върви лента 76-мм броня с ширина 1,15 м. При нормална водоизместимост нейният долен край влиза под водата на 1,83 м.
Между горната и главните палуби е горният 152-мм броневи пояс. Той е със същата дължина, която има и 229-мм пояс. В района на барбетите на кули „А“ и „Y“ той е с дебелина 127 мм, продължавайки в носовия и кърмовия край със 102-мм пояс. Основният каземат на противоминната артилерия е разположен между горната и палубата на полубака и е защитен със 152-мм броня. В носовата част дебелината на бронирането намалява до 127-мм, завършвайки с преграда, под ъгъл слизаща към барбета на кула „А“. В кърмовата част казематът се закрива от 102-мм напречна преграда. Между оръдията № 2 и № 3 и между № 4 и № 5 са поставени 25,4-мм противоосколъчни екрани. Зад оръдията има още един 19-мм надлъжен екран.
На кърмата броневи траверси с дебелина 102 мм преминават между главната и броневата палуби и вървят по краищата на 102-мм и 127-мм пояси. В носа между главната и броневата палуби 102-мм траверсът затваря 102-мм пояс. 127-мм участък от пояса се затваря между горната и главната палуби със 102-мм траверса, а между главната и броневата палуби дебелината на траверса съставлява 51 мм.
Палубата на полубака над каземата на противоминния калибър има дебелина 38 мм, а на останалите участъци – 25 мм. Горните 152-мм оръдия се намират в полукръгъл каземат с предна 152-мм и задна 51-мм стени и покрив с дебелина 25,4 мм.
Челната плоча и страничните стени на оръдейните кули на главния калибър имат дебелина 229 мм. Задната стена на кулата има дебелина 203 мм. Покривът е с дебелина 63 – 82 мм. След Ютландското сражение на покривите на кулите е поставена допълнителна 25 мм броня – дебелината на наклонената част от покрива е увеличена до 108 мм, а на хоризонталната – до 89 мм.
Стените на барбетите имат дебелина, променяща се по височина и диаметър. Различна е дебелината на външните и вътрешните части на барбетите. Допълнително дебелината на барбета намалява зад горния и главния броневи пояси. Над палубата външните и бордовите стени на барбетите на кулите имат 229-мм дебелина, а вътрешните – 203-мм. Под палубата външните стени на кулите „А“ и „Y“ имат дебелина 203 мм, а техните вътрешни стени и всички стени на барбетите на кулите „В“ и „Q“ имат дебелина 76 мм. Под горната бронева палуба барбета на кула „А“ има дебелина на външната стена от 102 мм и на останалите стени 76 мм. Барбетът на кула „В“ под горната палуба има дебелина 76 мм. Подкуполните отделения на кули „А“ и „В“ под главната бронева палуба имат общо брониране – предната стена 102 мм, останалите – 76 мм. За кула „Q“ стените на барбета под горната палуба са с равномерна дебелина от 76 мм, а подкуполното отделение под главната бронева палуба – 25,4 мм. За кула „Y“ външната стена на барбета под главната бронева палуба има дебелина 102 мм, а на останалата част – 76 мм.
Предната рубка има 254-мм стени, 76-мм покрив и 102-мм под. На покрива на рубката е разположен калпакът на поста за управление на стрелбата с централно насочване, имащ кръгово 76-мм брониране. Комуникационната тръба има стени със 76 – 102-мм дебелина. Задната бойна рубка, за торпедната стрелба, има стени със 152-мм дебелина, 76-мм покрив и 102-мм под. Комуникационната тръба има 102-мм стени, достигащи само до нивото на горната палуба.
|  |  |  |  |

Палубата на полубака има дебелина 25 мм в носовата част. При борда, над казематите на 152-мм оръдия, нейната дебелина съставлява 38 мм, а вътрешната част има дебелина 25,4 мм. Горната палуба има дебелина 25 мм от предната траверсна преграда до барбета на кула „А“ и в кърмата от барбета на кула „Y“ до задната траверсна преграда. В средата на корпуса неголям участък от палубата извън каземата има дебелина 38 мм. Главната палуба има брониране с дебелина 25,4 мм само в носовия и кърмовия край между траверсните прегради. Долната бронева палуба почти по цялата си дължина има дебелина в плоската част от 25,4 мм и скос с дебелина 25,4 мм. Само малък участък в носовия край от форщевена до броневата преграда е с дебелина 76 мм.
Непрекъсната противоторпедна преграда при „Тайгър“ няма. В района на погребите са поставени броневи екрани. Кърмовият и централният погреби са защитени от екрани с 38-мм дебелина. Носовите погреби са защитени с екрани с дебелина 38 мм. Носовите погреби също са защитени отпред и отзад с екрани като траверсни прегради с дебелина 25,4 мм.
Изменения в схемата на бронирането след Ютландското сражение
След Ютланд е усилено бронирането на палубите и броневите екрани, прикриващи погребите. Слой допълнителна броня от 25 мм е настлан върху палубата на полубака около барбетите на кули „A“, „B“ и „Q“ и на горната палуба около барбета на кула „Y“. Такъв слой е сложен около всички барбети на долната (броневата) палуба. Участъците на горната палуба и палубата на полубака в тези места стават с дебелина 51 и 64 мм съответно. Общата маса на сложената броня е 179 дълги тона.
77 д. тона 25-мм броня са сложени на покривите на кулите. Усилена е дебелината на палубата над машинните отделения. Общото тегло е 24 д. тона, мястото къде се намира усилването не е неизвестно. В батареята на 152-мм оръдия са поставени допълнителни броневи прегради с обща маса 15 д. тона. Броневите 38-мм екрани в района на погребите са допълнително усилени с 25-мм листове броня.

### Силова установка
За разлика от предходните линейни крайцери с 343-мм оръдия котелните отделения на „Тайгър“ са групирани в едно и не се прекъсват от погребите на кула „Q“ на две. Общата дължина на котелните отделения съставлява 53,5 м – 24,9% от дължината на кораба. В петте котелни отделения, с дължина по 10,7 м всяко, са разположени 39 водотръбни котли „Бабкок-Уилкокс“ с тръбички голям диаметър. Котлите изработват пара с налягане от 16,5 кгс/м². В първото отделение стоят седем котела, в останалите – по осем. Котелните отделения не са разделени с прегради по диаметралната плоскост и котлите в тях са разположени линейно от борд до борд. Повърхността на нагряване на всеки котел е 15,8 м², а площта на скарата – 0,42 м².
Разглеждана е възможността да се поставят котли с тръбички малък диаметър, което би позволило да се намали масата на силовата установка или да се осигури скорост от 32 възела при същата ѝ маса, обаче инженерно-механичният отдел се обявява против и са оставени по-традиционните котли с тръби голям диаметър.
Турбините, главните парокондензатори и спомагателните механизми са поместени в двете машинни отделения. Общата дължина на машинните отделения съставлява 33,5 м (15,6% от дължината на крайцера). Това е малко по-малко, отколкото при „Лайън“, с неговите 34,1 м. Всяко от отделенията се дели от надлъжна преграда по диаметралната плоскост на два отсека. Машинно отделение № 1 има дължина 19,5 м. В десния и левия му отсеци са разположени турбините. За първи път на голям британски боен кораб са използвани турбините „Браун-Къртис“, с пряко задвижване на четирите вала с трилопастни винтове с диаметър 4,13 м и стъпка от 3,81.
В отсеците на машинните отделения по десния и левия борд има по един комплект турбини. Турбините високо налягане за предния и задния ход привеждат във въртене външните валове. А турбините ниско налягане за преден и заден ход стоят на вътрешните валове. Технологически към онова време произвеждането на зъбна предавка с такава предавателна мощност е невъзможно, за това турбините непосредствено се съединяват с валовете (т.нар. пряко задвижване).
В задното машинно отделение с дължина 14 м се намират главните кондензатори и спомагателните механизми. Електричеството се изработва от четири генератора с обща мощност 750 kW. Те произвеждат постоянен ток с напрежение 220 V. Три парни помпи осигуряват налягането в хидравличната система на кулите на главния калибър. Прясната вода се изработва с помощта на шест изпарителя и два кондензатора, със сумарна производителност 480 д. т вода за денонощие.
При номинална мощност от 85 000 к.с. крайцерът трябва да има скорост от 28 възела. По проект се предвижда и възможност за форсиране на механизмите до 108 000 к.с., което трябва да обезпечи скорост от 30 възела. Но на изпитанията при водоизместимост от 28 990 д. т и мощност 91 103 к.с. „Тайгър“ развива скорост от 28,34 възела, а при водоизместимост 28 790 д. тона и форсиране до 104 635 к.с. развива скорост едва 29,07 възела.
Разходът на гориво при мощност от 59 500 к.с. съставлява 1245 т гориво за денонощие – повече отколкото при „Лайън“, за това запасът гориво е увеличен. Проектният запас гориво при нормална водоизместимост е 450 т въглища и 450 т нефт. Максимално възможният запас гориво съставлява 7140 д. т – 3340 д. т въглища и 3800 д. т нефт. По време на война запасът гориво не превишава 3240 т въглища и 800 т нефт.
По заявление на Робъртс, официални фактически данни за далечината на плаване не са съхранени. Стойността на разход от 1245 т гориво за денонощие при мощност 59 500 к.с. дава Паркс в своята книга „Британските линейни кораби 1860 – 1950“. Тази мощност съответства на скорост от 24 възела и дава разчетна далечина 3300 мили при максимален запас гориво от 7140 д. тона. По данни на Барт, далечината на 25 възела съставлява 2800 мили, 4000 мили на 22 възела, 4900 мили на 18 и 5200 мили на 12 възела.

## Модернизации
Описание на модернизациите дават работите на Робъртс и Барт, но те съществено се различават. Двамата изследователи са с приблизително еднакъв авторитет и да се даде предпочитание на някой от тях е трудно. В предположение, че Робъртс привежда описание само на „Тайгър“ и по-детайлно работи по темата, а също обстоятелството, че схемата на модернизациите от неговата работа е използвана в работата на Къмпбъл, описанието на модернизациите е дадена основно според неговата статия.
1915 – 1916
В задната част на бронирания калпак на бойната рубка е поставен далекомер. На компасната платформа е поставен директор за управлението на огъня на 152-мм оръдия, около компасната платформа са оборудвани постове за наблюдение за подводници. Преправен е фор-марсът, намалена е височината на фор-стенгата. На мачтата на дерик крана, между първия и втория комин, е поставена допълнителна площадка. Добавена е площадка на мачтата на дерик крана при третия комин. Демонтирани са шлюпбалките. Двоен 614-мм прожектор е поставен на покрива на кула „Q“ (възможно временно пренесен от платформата на третия комин).
1916
По време на ремонта на „Тайгър“, след Ютландското сражение, в сух док № 2 в Розайт, от 3 юни до 1 юли 1916 г., е усилено бронирането. 179 д. тона броневи листове са настлани над погребите – около барбетите на кули „A“, „B“ и „Q“ на палубата на полубака, около кула „Y“ на главната палуба и около всички барбети на нивото на долната палуба. В крайна сметка дебелината на палубите съставялява 64, 64 и 51 мм съответно. 25,4-мм листове са настлани на покривите на кулите (ръстът в теглото съставлява 77 д. т) и над машинните отделения (24 д. тона). Допълнително в погребите 38-мм прегради са усилени с 25,4-мм листове и са поставени противоосколъчни екрани в каземата на 152-мм оръдия (15 д. тона).
1917 – 1918
На фор-марса е поставен ветров отражател. Стойките от прожекторните площадки са поставени пред и зад третия комин. Двойните 610-мм прожектори са сменени с единични 910-мм. Платформа за старт на колесни самолети с тентов „хангар“ е поставен на кула „Q“.
1918 – 1919
Махната е фор-стенгата. Отгоре на директора на фор-марса е поставен далекомер. В задната част на фор-марса са организирани постове за управление на огъня на 152-мм оръдия. Стенга е поставена на мачтата на основния дерик кран. Далекомерен пост е поставен на покрива на кула „Y“. По-късно от самолетната платформа е махнат хангара. На далекомерния пост на фор-марса е поставен флагщок. Четирите 3-фунтови салютни оръдия са поставени на платформата на бойната рубка, върнати са шлюпбалките.
1924
102-мм зенитни оръдия са поставени над каземата на 152-мм оръдия на нивото на предния комин и в края на лодъчната палуба (76-мм зенитки са оставени). От кула „Q“ е свалена самолетната платформа. Нова самолетна платформа е монтирана на кула „В“. Преправен е фор-марсът, на него е добавен зенитен далекомер, поставени са площадки над и зад директора на ГК. Опората на главния дерик кран е преправена на гротмачта със стенга и брам-стенга. Премахната е прожекторната платформа отпред на третия комин. Също малко е прекомпонован мостикът. Между торпедната бойна рубка и кула „Q“ е поставен кърмови директор за ГК. 9,14-м далекомери са поставени в задната част на кула „А“ и на покрива на кула „Q“.
| Изменение в разпределението на тегловото натоварване в процеса на експлоатация | Изменение в разпределението на тегловото натоварване в процеса на експлоатация | Изменение в разпределението на тегловото натоварване в процеса на експлоатация | Изменение в разпределението на тегловото натоварване в процеса на експлоатация | Изменение в разпределението на тегловото натоварване в процеса на експлоатация |
| Компоненти на тегловото натоварване                                            | Дълги тона                                                                     | Дълги тона                                                                     | Метрични тона                                                                  | Метрични тона                                                                  |
| Компоненти на тегловото натоварване                                            | 1914 г.                                                                        | 1924 г.                                                                        | 1914 г.                                                                        | 1924 г.                                                                        |
| ------------------------------------------------------------------------------ | ------------------------------------------------------------------------------ | ------------------------------------------------------------------------------ | ------------------------------------------------------------------------------ | ------------------------------------------------------------------------------ |
| Корпус и въоръжение                                                            | 17 351                                                                         | 18 234                                                                         | 17 629                                                                         | 18 527                                                                         |
| Енергетична установка                                                          | 5407                                                                           | 5775                                                                           | 5494                                                                           | 5868                                                                           |
| Въоръжение                                                                     | 2737                                                                           | 2764                                                                           | 2781                                                                           | 2808                                                                           |
| Оборудване                                                                     | 354                                                                            | 351                                                                            | 360                                                                            | 357                                                                            |
| ВСИЧКО                                                                         | 25 849                                                                         | 27 124                                                                         | 26 264                                                                         | 27 559                                                                         |

## История на службата
| Име      | Корабостроителница  | Производител на ЕУ | С/ст. Фунта стерлинги | Поръчка         | Залагане       | Спускане на вода    | Влизане в строй    | Съдба |
| -------- | ------------------- | ------------------ | --------------------- | --------------- | -------------- | ------------------- | ------------------ | --- |
| „Тайгър“ | „Джон Браун“, Клайд | „Джон Браун“       | 2 100 000             | 3 април 1911 г. | 20 юни 1912 г. | 15 декември 1913 г. | 3 октомври 1914 г. | 30 март 1931 г. изваден от състава на флота, през февруари 1932 г. продаден за скрап и на 22 март 1932 г. отбуксиран за разкомплектоване за метал. |

Залагането в Клайдбанк (Clydebank) е на 20 юни 1912 г. Церемонията по спускането на вода е на 15 декември 1913 г. Ролята на кръстница изпълнява лейди Хелен Винсънт, съпругата на дипломата Едгар Винсент, виконт д`Арбернон (Edgar Vincent, 1st Viscount D'Abernon). Поради началото на войната официалното влизане на „Тайгър“ в състава на 1-а ескадра линейни крайцери е на 3 октомври 1914 г., преди края на комплекса задължителни изпитания. Така стапелният период на строителство отнема 18 месеца, а дострояването на вода – 10 месеца. Стойността на строежа е 2,1 милиона фунта стерлинги. Редица строителни работи продължават до края на октомври 1914 г. От 14 октомври 1914 г. „Тайгър“ провежда ходови изпитания на мерната миля в Полперо. Максимално достигнатата скорост при водоизместимост от 28 780 т и форсиране на мощността до 104 635 к.с. съставява 29,07 възела при средна честота на въртене на винтовете 278 об/мин.

### Сражението при Догер банк
„Тайгър“ взема участие в боя при Догер банк на 24 януари 1915 г. в състава на 1-ва ескадра линейни крайцери. Той плава втори след „Лайън“, на който държи флага си командващият 1-а ескадра адмирал Дейвид Бийти.
В 7:50 GMT немците плават в насрещен курс и се намират на 14 мили пред англичаните. Германският командващ ескадрата Франц фон Хипер решава, че пред тях се намират превъзходящи сили на противника и обръща корабите в обратен курс към своята база. Боят се свежда до преследване от британците на немските кораби на паралелни курсове. Немците не могат да развият ход повече от 24 възела поради плаващия последен броненосен крайцер „Блюхер“. Британският командващ Дейвид Бийти решава да заеме по-удобното за бой наветрено положение, заобикаляйки немската колона отдясно, и дава заповед да се увеличи скоростта, постепенно повишавайки я от 25 възела до 29. 305-мм британски крайцери „Ню Зеланд“ и „Индомитейбъл“ не могат да развият повече от 25 възела и изостават от по-бързите 343-мм крайцери. Но и 29 възела на теория може да развие само „Тайгър“. Фактически даже той при водоизместимост около 31 500 т може да развие мощност от 96 000 к.с., което при честота на въртене на винтовете от 270 об/мин дава разчетна скорост около 28 възела. Въпреки това „Лайън“, „Тайгър“ и „Принцес Роял“ бързо приближават немските кораби.
В 8:50 първи открива огън „Лайън“, след това към него се присъединяват „Тайгър“ и „Принцес Роял“. Всички британски кораби откриват огън по крайния немски „Блюхер“, след това според съкратяването на разстоянието го пренасят на плаващите отпред „Дерфлингер“, „Молтке“ и главния „Зайдлиц“. В 9:35 Бийти вдига сигнал „Да се раздели огъня“. Според този сигнал всеки британски кораб трябва да вземе под обстрел съответстващия му в строя на противника крайцер. Тъй като британците имат пет крайцера, а противникът има четири, капитанът на „Тайгър“ Хенри Пели решава, че трябва заедно с „Лайън“ да съсредоточи своя огън по главния „Зайдлиц“. Но „Индомитейбъл“ значително изостава и не може да води огън. „Ню Зеланд“ обстрелва „Блюхер“, „Принцес Роял“ – „Дерфлингер“, а „Молтке“ по този начин не е обстрелван от никой.
Германците поради собствения дим добре виждат само главния британски „Лайън“, за това основно съсредоточават огъня си по него. Поради натрупалите се към 11:00 повреди „Лайън“ е принуден да излезе от линията. Британската колона оглавява „Тайгър“ и огъня на германските крайцери вече се съсредоточава на него. Общото командване преминава към младшия флагман Мур, държащ флага си на „Ню Зеланд“. Но поради объркване в сигналите, показани от Бийти, вместо преследване на германските кораби останалите британски кораби се съсредоточават в довършването на изотстаналия от немската колона „Блюхер“. Хипер не продължава боя и останалите германски крайцера излизат от боя.
В боя „Тайгър“ изстрелва 355 343-мм снаряда (40% от боекомплекта) и 268 152-мм снаряди (11,2% от боекомплекта). Последните основно по миноносци и при разстрела на агонизиращия „Блюхер“. Също по „Блюхер“ крайцерът пуска и две торпеда, едно от които видимо попада в целта. Независимо от това че на „Тайгър“, единствен от британските крайцери, има новата централизирана система за управление на стрелбата на главния калибър, попадения от него в германските кораби по време на активната фаза на боя не са отбелязани. А да се отделят неговите попадения в „Блюхер“ във финалната част на боя е невъзможно. Първият лорд, адмирал Фишър, нарича стрелбата на „Тайгър“ „предателски лоша“, отстранявайки за това от поста му старшия артилерист на крайцера. Като причина за отвратителната стрелба на крайцера се посочват както недостатъчната подготовка на екипажа поради съкращаване на програмите за обучение, както и това, че екипажът се състои основно от резервисти. Също се отбелязва ниският морален дух на екипажа по причина на големия брой болни. Поради спешното влизане в строй се наблюдава скупченост и умора на екипажа, мръсотия и влага в жилищните помещения, лоша вентилация. Нивото на заболеваемост сред екипажа в 4 тримесечие на 1914 г. е четири пъти повече, отколкото в 4 квартал на 1915 г. От рапорта на медицинския офицер също се знае, че по време на боя при Догер банк на кораба вилнее епидемия от ангина.
Самият „Тайгър“ получава шест попадения, настигнали го след като той оглавява колоната на британските кораби. Едно от попаденията на 280-мм снаряд е в покрива на кула „Q“. Основната част от осколките излиза навън, но осколки проникват и вътре, изваждайки от строя лявото оръдие и механизма за хоризонтално насочване. За това и кулата излиза от строй. Също тежки загуби нанася снаряд, който удря сигналния пост под бойната рубка. Поради това че голямата част от вратите в бойната рубка и поста за управление на артилерията на главния калибър и 152-мм оръдия са отворени, осколки раняват много от намиращите се в тези помещения.
Всичко загубите сред екипажа за времето на боя съставят 9 матроса убити и 11 ранени. Повредите след боя са отстранени за 15 дена и към 10 февруари 1915 г. крайцерът се връща в строй.

### Ютландското сражение
В състава на 2-а ескадра линейни крайцери „Тайгър“ взема участие в Ютландското сражение. Както и в боя при Догер банк, капитан на „Тайгър“ е Хенри Пели. Британското съединение под командването на Бийти се състои от три отряда – 2-а („Лайън“, „Принцес Роял“, „Куин Мери“, „Тайгър“) и 3-а („Индифатигъбъл“ и „Ню Зеланд“) ескадри линейни крайцери и 5-а ескадра линкори под командването на адмирал Хю Еван-Томас (бързоходните линкори от типа „Куин Елизабет“ – „Баръм“, „Валиант“, „Уорспайт“ и „Малайя“). Обаче линкорите са малко по-бавни от линейните крайцери, с ход около 24 възела.
Сражението започва с престрелка между леките крайцери в 14:28 GMT. За британските линейни крайцери Ютландското сражение започва немного успешно. В 14:15 крайцерите на Бийти планирано завиват на север насреща към линкорите на Гранд Флийт, плаващи под флага на Джон Джелико. След откриването на германците Бийти дава команда да обърнат на югоизток, но сигналът е предаден чрез флагове и 5-а ескадра линкори не успява своевременно да го получи, като се забавя със завиването, и изостава от линейните крайцери.
Първата фаза на сражението, „спринтът на север“, започва в 15:48 с дуела на британската 2-а и 3-а ескадри линейни крайцери с германската ескадра под командването на фон Хипер, състояща се от линейните крайцери „Лютцов“, „Дерфлингер“, „Зайдлиц“, „Молтке“ и „Фон дер Тан“. Условията за видимост са една идея по-добри за германците, още повече, че те заради светлосивата, си окраска по-лошо се виждат на фона на сивото небе. При това вятърът отнася дима от комините на британските кораби по посока на противника, още повече влошавайки видимостта. Британците не успяват правилно да определят положението на линейните крайцери на Хипер и не успяват да се построят в боен курс преди откриването на огъня. Бийти излиза срещу Хипер на пресичащи се курсове, за това след завиването корабите на противниците се оказват практически един срещу друг. 3-а ескадра в последните минути заема място в бойната линия, и при откриването на огъня крайцерите на Бийти още завършват маневрата. Хипер плава със скорост 23 възела, за това британската ескадра на скорост 25 възела го изправарва, опитвайки се да го отреже от германските бази. Поради несвоевременния завой ескадрата на Еван-Томас от британски линкори не участва в началната фаза, и открива огън по немските кораби едва в 16:04.
Британците не успяват да се възползват от малко по-голямата далечина на стрелба на своите оръдия, и първи в 15:48 откриват огън германците от дистанция около 16 500 ярда (15 км). „Лайън“ отвръща на огъня им след половин минута. В течение на следващата минута огън откриват и останалите 343-мм крайцери. „Тайгър“ открива огън в 15:49. Точното положение на британските кораби при откриване на огъня е неизвестно, но очевидно „Тайгър“ още не е завършил маневрата, защото първият попаднал в него в 15:50/15:51 снаряд идва от курсов ъгъл 30° по левия борд. Също от това следва, че при откриването на огъня „Тайгър“ може да води огън само от носовите оръдия.
Както и при Догер банк, британците пак допускат грешка в разпределението на целите. „Лайън“ и „Принцес Роял“ стрелят по „Лютцов“. Но „Куин Мери“ вместо по „Дерфлингер“ открива огън по „Зайдлиц“, а „Тайгър“ съответно вместо „Зайдлиц“ обстрелва „Молтке“. В началото на боя „Тайгър“ допуска грешка от около 2000 ярда (1800 м) в определянето на дистанцията – според данните от неговите далекомери вместо реалната дистанция около 16 500 (15 км) ярда тя е 18 500 (16,8 км). Също неточно определят дистанцията още три британски крайцера, което се отразява на скоростта на пристрелването им в началото на боя.
- Разпределение на огъня към 15:50.
- Разпределение на огъня към 16:00.
- Разпределение на огъня към 16:10.
- Разпределение на огъня към 16:20.
- Разпределение на огъня към 16:30.

От германските линейни крайцери по „Тайгър“ води огън само „Молтке“. „Молтке“ също неточно определя дистанцията до „Тайгър“ – 15 500 ярда (14,2 км), и неговият първи залп ляга късо. Но той се пристрелва бързо и „Тайгър“ се оказва под бързия и точен огън на германския крайцер.
До 16:00 „Тайгър“ е уцелен от девет 280-мм снаряда. В 15:54 два снаряда на „Молтке“ от дистанция около 12 300 м (66 кабелта) падат в кули „Q“ и „X“, изваждайки ги временно от строй. Попадението в кула „Q“ е в 82-мм покрив, снарядът пада под ъгъл 22° в района на централния наблюдателен калпак. Той детонира при попадението и основната част от осколките отива с рикошет встрани. Централният наблюдателен калпак е отнесен, а страничните са частично изтръгнати от основите. Дясната предна част на плочата на покрива е огъната нагоре на 50 мм и болшинството от свръзките ѝ се късат при удара. В покрива се отваря пробойна с размери 0,99×1,42 м, а в централната въртяща се част на кулата отверстие с размери 229×76 мм. Преминалите в кулата осколки раняват 5 и убиват 3 души (според мемоарите на арт. офицер, третият – командира на кулата – не умира веднага, а на следващия ден). Куполният далекомер, централният и десният прицели са извадени от строя. Също е извадена от строя позицията на хоризонталния наводчик. При левия прицел е отнесена настройката, всички линии за свръзка са прекъснати. Въздушният клапан в системата за откат на лявото оръдие е откачен, което води до загуба на течност при откат на оръдието. Таблите за подаване на боеприпаси и за двете оръдия се заклинват. Наистина лявата е поправена, след като е махната оста на пламенепроницаемата заслонка на подавъчната линия за кордит. В течение на целия бой към дясното оръдие подаването на боезапаси може да става само по линията на системата за подаване на лявото оръдие. Двете оръдия скоро са пуснати в действие. Тъй като приемащите сигнала от КДП прибори са цели, вертикалното и хоризонталното насочване се осъществяват по техните данни. Самата стрелба се осъществява по слух, когато се раздава залп от носовите оръдия. Барутните газове стават проблем, тъй като въздушният компресор след попадение № 9 излиза от строй. За това в течение на боя кула „Q“ прави само 32 изстрела, в сравнение със 109 на кула „B“.
Попадението в кула „X“ е в 229-мм барбет, в мястото на съединяването със 76-мм долен барбет и 25-мм горна палуба. Избито е парче от 229-мм броня с размери 680×400 мм, пробита е горната палуба, 76-мм плоча на барбета е откъсната на дълбочина около 76 мм, също са избити около 76 мм от горния ъгъл на 102-мм плоча. Под горната палуба има преход в дебелината на барбета от 102 мм отстрани към 76-мм плоча отпред и отзад на барбета. Попадението видимо е в стика на тези плочи. Снарядът преминава във въртящата се структура на кулата примерно на 0,9 м под челната плоча на кулата, но не детонира правилно. Взривателят сработва, но е избит от снаряда и неразкъсаното тяло на снаряда остава да лежи на пода на претоваръчното отделение между оръдията, заедно с парчето избита броня. Централният наводчик е убит при удара по покрива на кулата, но други жертви няма. Респираторите помагат да се избегне отравяне с барутни газове. Централният вал на маховика за хоризонтално насочване е смачкан, заклинва една от пламенепроницаемите заслонки, на лявото оръдие компресионният клапан дава теч, което води до влизане на вода в претоваръчното отделение, линията за предаване на данни за ъгъла на възвишение на оръдията и даването на изстрел от КДП е прерязана. 7 минути по-късно оръдията могат вече да стрелят, но вертикалното насочване и изстрела се дават от локалното управление. За времето на боя кула „Х“ дава 75 изстрела, но част от тях са с прекалено голямо разминаване. В 18:11 става ясно, че ъгълът за хоризонталното насочване с 19° се различава от задавания от КДП, затова променят настройките.
В резултат на тези две попадения „Тайгър“ в най-добрия случай може да се отнесе към трикуполните кораби.
- Повредите, нанесени от снаряда, попаднал в покрива на кула „Q“.
- Повредите, получени по барбета на кула „X“.
- Входното отверстие от попадение № 9 (№ 13 на официалната диаграма) в района на машинното отделение.

В периода 16:02 – 16:03 в „Индифатигъбъл“ попадат два залпа на „Фон дер Тан“. В резултат на първия най-вероятно е повредено рулевото управление и линейният крайцер излиза от строя, а вторият залп попада в района на носовата кула. От взрива на погреба британският крайцер буквално излита във въздуха. След гибелта на „Индифатигъбъл“, „Ню Зеланд“ пренася своя огън по „Фон дер Тан“. „Молтке“ продължава да обстрелва само „Тайгър“. От 16:00 до 16:10 единственият успех за „Тайгър“ е близък разрив до борда на „Молтке“. Самият „Тайгър“ получава едно попадение в района на полубака.
В 16:05 в боя влиза британската 5-а ескадра линкори. Хипер плава с 23 възела и плаващите на пълен ход линкори на Еван-Томас, макар и да имат ход само около 24 възела, бавно настигат немските кораби. Под огъня на британските линкори се оказват „Фон дер Тан“, а след това и „Молтке“. Британските линкори водят много точен огън от далечна дистанция, и положението за немците започва да става критично. „Фон дер Тан“ и „Молтке“ плават на зиг-заг, за да попречат на пристрелката.
Въпреки това немците имат още по-голям успех. Корабите на противниците периодично трябва да сменят своите цели, тъй като те се скриват в дима. От 16:20 до 16:26 „Дерфлингер“ се присъединява към „Зайдлиц“ и обстрелва „Куин Мери“. В резултат на попадение на 305-мм снаряд в района на кула „В“ вече втори за деня британски линеен крайцер е взривен, и над него се издига огромен облак дим с височина 600 м. „Тайгър“, плаващ след „Куин Мери“, изцяло се скрива в него. „Молтке“ възобновява обстрела на „Тайгър“ в 16:10 и го обстрелва до 16:30, докато димът не скрива от него британския крайцер.
Артилеристите „Тайгър“ смятат, че обстрелват „Молтке“, но фактически целта му е „Фон дер Тан“. В 16:20 343-мм снаряд на „Тайгър“ попада в барбета на носовата кула на германския линеен крайцер, временно изваждайки я от строй. Втори снаряд на „Тайгър“, в 16:23, попада в кърмовата кула, карайки я временно да замълчи. Кулата е поправена едва след 3,5 часа, при това подаването може да се осъществява само ръчно. След гибелта на „Куин Мери“ британците преразпределят целите и „Тайгър“ започва да обстрелва третия кораб в германската линия, който е „Зайдлиц“. „Зайдлиц“ също пренася своя огън и негова цел става „Тайгър“. Но фактически в течение на половин час след гибелта на „Куин Мери“, „Зайдлиц“ не се намира под огън на противника, за това има вероятност „Тайгър“ да обстрелва не „Зайдлиц“, а „Молтке“ или „Дерфлингер“.
В периода 16:20 – 16:26 разрушителите на противниците започват движение за провеждане на торпедни атаки. Тръгвайки в атаката, германската 9-а флотилия се сблъсква с британските разрушители на 13-а и 10-а флотилии. От линейните крайцери само „Тайгър“ няколко минути, от 16:34 обстрелва със своите 152-мм оръдия германските миноносци. Немските миноносци около 16:33 – 16:35 пускат 10 торпеда от дистанция 9000 ярда. И в 16:40 линейните крайцери на Бийти започват да маневрират, за да се отклонят от тях. Всички торпеда пропускат целта. По „Тайгър“ две торпеда около 16:34 изстрелва и „Лютцов“, но също без успех.
След 16:00 „Тайгър“ получава още пет попадения на 280-мм снаряди. Едно от тях е от „Зайдлиц“, всички останали са на „Молтке“. Попаденията не нанасят съществени повреди. В 16:38 от плаващия на 2 мили пред линейните крайцери „Саутхемптън“ долагат за появата на линкорите на Флота на откритото море. В 16:40 Бийти заповядва да се плава в посока съединяване с линкорите на Джелико. Започва втората фаза на сражението – „спринтът на юг“. След завоя известно време по „Тайгър“ се опитва да води огън „Маркграф“, но разстоянието е прекалено голямо, и неговите залпове недолитат до целта. В тази фаза на боя участието на линейните крайцери на Бийти в боя е ограничено. Видимостта още повече се влошава и „Тайгър“ едва след 16:49 успява да даде няколко залпа по неразпозната цел. 5-а ескадра на Еван-Томас извършва разворота едва в 16:54, оказвайки се по-близо до германския флот, отколкото линейните крайцери. Фактически четирите линкора от типа „Куин Елизабет“ трябва при оттеглянето да водят престрелка и с линкорите на Райнхард Шеер, и с крайцерите на Хипер. При това Хипер заповядва за няколко минути да се снижи скоростта, тъй като се опасява да влезе в дуела с 5-а британска ескадра линкори самостоятелно. Макар после той да вдига скоростта, това позволява на Бийти да се откъсне от преследващите. В 17:00 разстоянието между линейните крайцери на противниците се увеличава толкова, че огънят практически е прекратен. До 17:10 по „Тайгър“ се опитва да води огън „Зайдлиц“, но всичко, което той постига, е едно попадение около 16:58. Снарядът след рикошет във водата пробива кърмовия комин, близко до върха му. Самият „Тайгър“, водейки ответен огън, няма попадения. Освен това на „Тайгър“ след 27 изстрела излиза от строя дясното оръдие в кула „А“. Чупят се клапана и буталото в цилиндъра на накатника. Опитват се да го ремонтират, но до края на боя повредата не е отстранена.
По сигнал на Бийти линейните крайцери няколко пъти дозавиват на изток, отвеждайки след себе си германския флот. Така идването от север и в 18:15 началото на разгръщането на линкорите на Гранд Флийта остава за немците незабелязано. Условията на светлината по това време също са в полза на британците. Немците не ги виждат и британците могат безпрепятствено да водят огън. Наистина, британците също лошо виждат своите цели в дима, покриващ полесражението. „Тайгър“ от 17:44 до 18:05 обстрелва „Зайдлиц“, но безрезултатно.
Третата фаза на сражението започва с разгръщането в 18:15 на британските линкори в бойна линия с курс на североизток. Линейните крайцери на Бити при това преминават между строя на двата линейни флота, излизайки начело на колоната на Джелико. Те преминават покрай обездвижения германски лек крайцер „Визбаден“, и от 18:07 до 18:12 „Тайгър“ води по него огън от 152-мм оръдия.
В сгъстяващия се сумрак флотите на противниците се срещат в генералното сражение. Германската колона излиза към разгръщащата се британска флота. За да избегне обхващане на главата на своята колона, германският командващ Шеер използва поворот „всички заедно“ – линкорите последователно завиват на 180°, започвайки от последния. По-късно Шеер още веднъж използва поворот на 180°, за да се откъсне от противника, но в крайна сметка излиза в средата на строя на британците и е принуден за трети път да прави разворот. В нощното време схватките са спорадични и, „прерязвайки“ опашката на британската колона, Шеер отплава за своята база.
Всичко за времето на сражението „Тайгър“ получава 15 попадения от снаряди голям калибър и 3 от среден (според Робъртс, 17 голям и 4 среден). Три 150-мм снаряда уцелват пояса, без да нанесат съществени повреди. Две от тях са по левия борд и едно по десния. Всичко за времето на боя от екипажа на крайцера са убити 24 и са ранени 46 души.
Във финалната част на боя „Тайгър“ води огън по броненосеца „Хесен“ и лекия крайцер „Пилау“. Всичко „Тайгър“ изразходва 303 343-мм снаряда (34,4% от боекомплекта), постигайки три попадения в първите 35 минути на боя. Също той изстрелва 136 152-мм снаряда (5,5% от боекомплекта), основно по „Визбаден“ и миноносците.

### Край на службата
Ремонтът на повредите на „Тайгър“ се провежда в сух док № 2 в Розайт. Той продължава 28 денонощия – от 3 юни до 1 юли 1916 г. Крайцерът става първата от ремонтираните „котки“, за това временно от 2 юли става флагман на 1-а ескадра линейни крайцери вместо ремонтиращия се „Лайън“.
„Тайгър“ заедно с линейните крайцери на 1-а ескадра, на 17 ноември 1917 г., взема участие във второто сражение в Хелголандския залив. 1-а ескадра заедно с линейния крайцер „Рипалс“ се занимава с прикритието на рейда на 1-а ескадра леки крайцери, в която също влизат линейните крайцери „Глориъс“, „Корейджъс“. Де факто от състава на 1-а ескадра линейни крайцери в боя взема участие само „Рипалс“, а „Тайгър“ не открива огън. От април 1919 г. до 1922 г. „Тайгър“ влиза в състава на ескадрата линейни крайцери на Атлантическия флот. До построяването на „Худ“ той е неин флагман.
През май 1920 г. „Тайгър“ участва в бойните действия против Съветска Русия в Балтийско море. На 30 май крайцерът излиза от Портсмът, посещавайки по пътя Швеция и Дания. Но във връзка с промяната на политиката на Великобритания по отношение на Съветска Русия, скоро ескадрата е отзована вкъщи, посещавайки на обратния път Осло. През есента на 1920 г. при Портланд „Тайгър“ се сблъсква с линкора „Роял Соверен“, причинявайки му сериозни повреди. През декември „Тайгър“ преминава ремонт в Девънпорт.
На 22 август 1921 г. Девънпорт „Тайгър“ е изведен в резерва и през март 1922 г. преминава ремонт в Розайт. По време на ремонта са свалени прожекторите от платформите отрстрани на комина. На 14 февруари 1924 г. в Розайт „Тайгър“ отново е въведен в строй. До 1929 г. той служи като учебен артилерийски кораб. За времето на ремонт на „Тайгър“, в периода април – юни 1926 г., той като учебен кораб е замесван от линейния кораб „Айрън Дюк“. От юни 1929 г., за времето на ремонта на „Худ“, „Тайгър“ се връща в състава на ескадрата линейни крайцери на Атлантическия флот.
Следвоенният запас гориво на „Тайгър“ съставлява 300 т въглища и 3300 т нефт. През 1927 г. крайцерът развива 25 възела при горене в огнищата само на въглища и 28,1 възела при изгаряне на въглища и нефт. Планира се превеждане на котлите на напълно нефтено отопление, но това така и не е осъществено.
В съответствие с Лондонския договор от 1930 г. по съкращаването на морските въоръжения „Тайгър“ подлежи на списване. На 28 април 1931 г. крайцерът е изваден от състава на ескадрата линейни крайцери и на 15 май е преведен в резерва в Девънпорт. На 30 март 1931 г. е изваден от състава на флота и през февруари 1932 г. е продаден за скрап. На 22 март 1932 г. той е разоръжен в Розайт и отбуксиран в корабостроителница за разкомплектоване за метал.

## Оценка на проекта
Както и всички британски линейни крайцери, „Тайгър“ е създаван съгласно концепцията на лорд Фишър „скоростта е най-добрата защита“. Крайцерът има висока скорост и мощно въоръжение от осем 343-мм оръдия. Освен високата скорост и силното въоръжение, той обладава и добра мореходност. Британските линейни крайцери са предназначени основно за разузнаване, борба с леките сили и рейдерите на противника. В бой на основните сили тяхната роля трябва да се ограничава само с ролята на бързоходното крило – обхват на главата на противника и довършване на изостаналите кораби при минимално време на огневия контакт с равен противник.
„Тайгър“ е последният и най-съвършеният британски линеен крайцер, построен преди войната. В сравнение с другите „котки на адмирал Фишър“ бронирането на борда се простира на по-голяма площ. Основно това е за сметка на бронирането на каземата на противоминната артилерия. Подводният 76-мм пояс дава по-съвършена защита от гмурнали се снаряди. Плюсове на проекта също са по-добри сектори за обстрел на оръдията на главния калибър, преход към 152-мм оръдия в противоминния калибър и по-висока скорост.
Но, както и „Куин Мери“, той е само производна на „Лайън“, съхранявайки неговите основни недостатъци. В сравнение с германските линейни крайцери, броневата защита е недостатъчна за линеен бой. Явен недостатък е и британската практика за изтъняване на главния бронепояс в района на барбетите на крайните кули. В сравнение с крайцерите с 305-мм оръдия от типовете „Инвинсибъл“ и „Индифатигъбъл“, крайцерите с 343-мм оръдия имат значително по-добра защитеност. По-голямата част от корпусите са защитени от 280-мм снаряди. За сметка на мощното въоръжение и по-голямата скорост на хода, независимо от малко по-слабото брониране, британските 343-мм крайцери обладават неоспоримо преимущество по сравнение с 280-мм германски линейни крайцери от типовете „Молтке“ и „Зайдлиц“.
Обаче отговорът на второто поколение британски крайцери стават трите германски линейни крайцера от тип „Дерфлингер“. Германските линейни крайцери, поради численното изоставане на флота на Германия от флота на Великобритания, специално са проектирани, в т.ч., за участие в боя на главните сили. „Дерфлингер“, влязъл в строй практически едновременно с „Тайгър“, е въоръжен с 305-мм оръдия и при това е много добре защитен. Неговият 300-мм главен броневи пояс по дебелина е същия като на съвременните му британски линкори от типовете „Орион“ и „Кинг Джордж V“, и изобщо няма по какво да се сравнява с 229-мм пояс на „Тайгър“. А 305-мм оръдия, независимо от по-малкия в сравнение с британските крайцери калибър, обладават прекрасни балистични характеристики. Отчитайки и по-доброто качество на германските снаряди, немските инженери достатъчно обосновано смятат крайцера за еквивалент на 343-мм британски. При това той има практически същата скорост, която и британските линейни крайцери, и концепцията на Фишър по отношение на него вече не работи. Преимуществото в бой на „Дерфлингер“ се характеризира от това обстоятелство, че той може да пробие и най-дебелата броня на британския крайцер от разстояние в 11 700 метра, а на британския крайцер за същото е нужно да се приближи на разстояние от 7800 метра. Освен прекрасно организираната борба за живучест на кораба, германският крайцер също се отличава с добрата подводна защита. Надлъжно на броневия пояс при него има противоторпедна бронирана преграда с дебелина 50 мм. При „Тайгър“ в подводната част има само броневи екрани в района на погребите за боезапаса. За това от всички специалисти се признава, че германските крайцери от типа „Дерфлингер“ са по-балансирани и по-добре приспособени за водененто на линеен бой. Въпреки това битките при Догер банк и Ютландското сражение показват, че „котките на адмирал Фишър“, обладавайки преимущество по скорост, могат да заставят по-бавния противник бой на изгодна дистанция, а при неблагоприятна ситуация да се откъснат от противника.
| Характеристики на артилерията на главния калибър, приета на въоръжение в периода 1910 – 1913 г. | Характеристики на артилерията на главния калибър, приета на въоръжение в периода 1910 – 1913 г. | Характеристики на артилерията на главния калибър, приета на въоръжение в периода 1910 – 1913 г. | Характеристики на артилерията на главния калибър, приета на въоръжение в периода 1910 – 1913 г. | Характеристики на артилерията на главния калибър, приета на въоръжение в периода 1910 – 1913 г. |
| Оръдие                                                                                          | 13.5″/45 Mark V                                                                                 | 28 cm SK L/50                                                                                   | 30,5 cm SK L/50                                                                                 | 36 см/45 Тип 41                                                                                 |
| ----------------------------------------------------------------------------------------------- | ----------------------------------------------------------------------------------------------- | ----------------------------------------------------------------------------------------------- | ----------------------------------------------------------------------------------------------- | ----------------------------------------------------------------------------------------------- |
| Калибър, мм                                                                                     | 343                                                                                             | 280                                                                                             | 305                                                                                             | 356                                                                                             |
| Дължина на ствола, калибри                                                                      | 45                                                                                              | 46,8 (50)                                                                                       | 47,4 (50)                                                                                       | 45                                                                                              |
| Носители                                                                                        | „Тайгър“                                                                                        | „Молтке“ „Зайдлиц“                                                                              | „Дерфлингер“                                                                                    | „Конго“                                                                                         |
| Година на приемане на въоръжение                                                                | 1912                                                                                            | 1911                                                                                            | 1911                                                                                            | 1913?                                                                                           |
| Маса на бронебойния снаряд, кг                                                                  | 635                                                                                             | 302                                                                                             | 405,5                                                                                           | 673,5                                                                                           |
| Начална скорост, м/с                                                                            | 759                                                                                             | 880                                                                                             | 855                                                                                             | 770                                                                                             |
| Дулна енергия, МДж                                                                              | 365,81                                                                                          | 233,87                                                                                          | 296,43                                                                                          | 399                                                                                             |
| Скорострелност, изстрела в минута                                                               | 1,5 – 2                                                                                         | 3                                                                                               | 2 – 3                                                                                           | 2                                                                                               |
| Максимална далечина на стрелбата, м (при ъгъл на възвишение на оръдието)                        | 21 710 (20°)                                                                                    | 18 100 (13,5°)                                                                                  | 16 200 – 18 000 (13,5°) 20 400 (16°)                                                            | 25 000 (20°)                                                                                    |
| Тип укрепване на ствола                                                                         | тел                                                                                             | цилиндри                                                                                        | цилиндри                                                                                        | тел                                                                                             |
| Тип на затвора                                                                                  | бутален                                                                                         | клинов                                                                                          | клинов                                                                                          | бутален                                                                                         |
| Бронепробиваемост (по круповска стоманоникелова броня), мм                                      |                                                                                                 |                                                                                                 |                                                                                                 |                                                                                                 |
| 25 каб. (4630 м)                                                                                | 505                                                                                             |                                                                                                 | 490                                                                                             |                                                                                                 |
| 50 каб. (9260 м)                                                                                | 398                                                                                             |                                                                                                 | 358                                                                                             |                                                                                                 |
| 75 каб. (13 890 м)                                                                              | 307                                                                                             |                                                                                                 | 268                                                                                             |                                                                                                 |
| 100 каб. (18 520 м)                                                                             | 247                                                                                             |                                                                                                 | 202                                                                                             |                                                                                                 |

Още едно развитие на „Лайън“ стават японските крайцери от типа „Конго“. Проектът и първият крайцер от серията четири кораба са създадени от британската компания „Викерс“. Всички технологии и чертежи са предадени на Япония и по тях са построени още три кораба. Проектът на японския крайцер несъществено се различава от своя прототип. Крайцерите изначално са предназначени за бой на големи дистанции. В сравнение с британския прототип те имат по-тънък броневи пояс и по-дебела палуба. Японските крайцери са снабдени с по-мощни 356-мм оръдия, стрелящи зад хоризонта. Разположението на оръдията е идентично на това на „Тайгър“. Противоминната артилерия се състои от 152-мм оръдия. Макар Оскар Паркс и да смята, че конструкцията на „Конго“ повлиява на проекта „Тайгър“, се смята, че за прехода към 152-мм оръдия и разположението на кулите на главния калибър е довела еволюцията на британските линейни крайцери, а единствената заемка от японците е поставянето на 76-мм подводен пояс.
Проблемът за слабата бронезащита е осъзнавана и от самите британци. За това след оттеглянето на Фишър, явяващ се яростен привърженик на линейните крайцери, техният строеж в рамките на програмата за 1912 – 1913 г. е отменен. Построени са бързоходните линейни кораби тип „Куин Елизабет“, които макар и да не могат напълно да заменят линейните крайцери, със своите 381-мм оръдия и мощно брониране много повече подхождат за ролята на бързоходно крило на линейните сили.
| Сравнителни характеристики на линейните крайцери от времето на Първата световна война | Сравнителни характеристики на линейните крайцери от времето на Първата световна война | Сравнителни характеристики на линейните крайцери от времето на Първата световна война | Сравнителни характеристики на линейните крайцери от времето на Първата световна война | Сравнителни характеристики на линейните крайцери от времето на Първата световна война | Сравнителни характеристики на линейните крайцери от времето на Първата световна война |
|                                                                                       | „Дерфлингер“                                                                          | „Зайдлиц“                                                                             | „Тайгър“                                                                              | „Лайън“                                                                               | „Конго“                                                                               |
| ------------------------------------------------------------------------------------- | ------------------------------------------------------------------------------------- | ------------------------------------------------------------------------------------- | ------------------------------------------------------------------------------------- | ------------------------------------------------------------------------------------- | ------------------------------------------------------------------------------------- |
| година на залагане/влизане в строй                                                    | 1912/1914                                                                             | 1911/1913                                                                             | 1912/1914                                                                             | 1909/1912                                                                             | 1911/1913                                                                             |
| Размери, м                                                                            | 210×29×9,2                                                                            | 200×28,5×9,09                                                                         | 214,6×27,6×8,7                                                                        | 213,4×27×8,4                                                                          | 214,5×28×8,4                                                                          |
| Водоизместимост, т нормална (пълна)                                                   | 26 600 (31 200)                                                                       | 24 988 (28 550)                                                                       | 28 430 (35 710)                                                                       | 26 270 (29 680)                                                                       | 27 500 (32 000)                                                                       |
| Разчетна скорост на хода, въз. номинална мощност, к.с.                                | 26,5 63 000                                                                           | 26,5 63 000                                                                           | 28 85 000                                                                             | 27 70 000                                                                             | 27,5 64 000                                                                           |
| Скорост на хода, максимална, въз. форсирана мощност, к.с.                             | 25,5 76 634                                                                           | 28,1 89 738                                                                           | 29,07 104 635                                                                         | 28,06 96 240, за „Принцес Роял“                                                       | 27,54 78 275                                                                          |
| Котли                                                                                 | 18                                                                                    | 27                                                                                    | 39                                                                                    | 42                                                                                    | 36                                                                                    |
| Далечина на хода, мили при скорост на хода, възела                                    | 5600 (14)                                                                             | 4200 (14)                                                                             | 4650 (10)                                                                             | 4935 (16,75)                                                                          | 8000 (14)                                                                             |
| Екипаж, души                                                                          | 1112                                                                                  | 1068                                                                                  | 1109                                                                                  | 984                                                                                   | 1201                                                                                  |
| Стойност, млн. златни рубли                                                           | 28                                                                                    | 22,34                                                                                 | 21                                                                                    | 20,84                                                                                 |                                                                                       |
| Дебелина на бронята, мм                                                               |                                                                                       |                                                                                       |                                                                                       |                                                                                       |                                                                                       |
| Пояс                                                                                  | 300                                                                                   | 300                                                                                   | 229                                                                                   | 229                                                                                   | 203                                                                                   |
| Чело на кулите                                                                        | 270                                                                                   | 250                                                                                   | 229                                                                                   | 229                                                                                   | 229                                                                                   |
| Барбети                                                                               | 260                                                                                   | 200 – 230                                                                             | 229                                                                                   | 229                                                                                   | 254                                                                                   |
| Рубка                                                                                 | 300                                                                                   | 300                                                                                   | 254                                                                                   | 254                                                                                   | 254                                                                                   |
| Палуба                                                                                | 50 – 80                                                                               | 80                                                                                    | 76                                                                                    | 65                                                                                    | 57                                                                                    |
| Въоръжение (ГК)                                                                       |                                                                                       |                                                                                       |                                                                                       |                                                                                       |                                                                                       |
| Брой                                                                                  | 4×2×305-мм                                                                            | 5×2×280-мм                                                                            | 4×2×343-мм                                                                            | 4×2×343-мм                                                                            | 4×2×356-мм                                                                            |
| Скорострелност, изстрела/минута                                                       | 2 – 3                                                                                 | 3                                                                                     | 2                                                                                     | 1,5 – 2                                                                               | ?                                                                                     |
| Маса на бронебойния снаряд, кг                                                        | 405,5                                                                                 | 302                                                                                   | 635                                                                                   | 567                                                                                   | 673,5                                                                                 |
| Начална скорост, м/с                                                                  | 855                                                                                   | 880                                                                                   | 762                                                                                   | 787                                                                                   | 775                                                                                   |
| Максимална далечина на стрелбата, м                                                   | 18 000 (13,5°)                                                                        | 19 100 (16°)                                                                          | 21 710 (20°)                                                                          | 21 780 (20°)                                                                          | 25 000 (20°)                                                                          |

## Коментари
1. ↑  Всички данни са приведени към момента на влизане в строй.
2. ↑  Също следва да се отбележи, че, изходя от статията на Лангерер за крайцера „Конго“ в Warship 2012, първоначално японският крайцер се предлага да бъде въоръжен с 305-мм оръдия. Решението за преминаване към 356-мм оръдия окончателно е прието на 18 ноември 1911 г. Към този момент обликът на „Тайгър“ вече е формиран. Още един интересен факт е това, че на германските линейни крайцери от типа „Дерфлингер“ също четирите кули на главния калибър (ГК) са разположени по линейно-терасовидната схема, а второто машинно отделение е разположено между кули № 3 и № 4. Отсеците на машинно отделение № 1 при тях са разположени отстрани на кула № 3.
3. ↑  Твърдението е достатъчно спорно. Първо, в по-детайлните работи на Паркс, Робъртс и Барт за това не се споменава нищо. Второ, макар по програмата за 1912 – 1913 г. предварително и да се планира стрежа на 4 дреднаута и един линеен крайцер, още преди началото на етапа на тяхното предварително проектиране е решено вместо тях да се строят бързоходните линкори от типа „Куин Елизабет“. При това в процеса на проектирането на линейните крайцери за предходните програми – „Куин Мери“ и „Тайгър“, в процеса на предварителното проектиране се взема решение за значително доработване на проектите, поради което те се отделят в отделен тип. Също така британците обикновено дават имената на новите си кораби при поръчката на кораба към корабостроителницата. А тук не се стига до даване на поръчка. За това, макар да няма данни за конкретно опровергаване на Брейер, е доста съмнително, че на толкова ранен етап е възможно ба се утвърди и проект, и име на новия кораб.
4. ↑  По неизвестни причини в източника проектната водоизместимост по редица от проектите не съвпада със сумата на разделите по тегло, приведени в долната част на таблицата.
5. ↑  Включая 250 т вода в цистерните за успокояване на люлеенето.
6. ↑  Аритметично сборът е 33 460 т. В източника резултатът е 33 470, но това не съвпада с приведените в източника числа. В източника се казва, че към проектната водоизместимост 28 490 т следва да се добавят 125 т оборудване, 2000 т въглища, 2000 т нефт, 620 т тона резервна прясна вода, 80 т вода извънреден запас вода в цистерните, 145 т вода в цистерните за успокояване на люлеенето. Като сума това дава не 33 470, а 33 460 т.
7. ↑  Аритметично сборът е 35 700 т. В източника е указано, че към пълната водоизместимост от 33 470 т следва да се добавят 890 т въглища и 1350 т нефт. Но сумата от указаните в източника статии по тегловото натоварване дава пълна водоизместимост от 33 460, а не 33 470 т.
8. ↑  Данни от Мужеников. В книгата на Roberts, John. Battlecruisers. Chatham Publishing, 1997. – Р. 98 е указана значително по-малка далечина – 13 350 м при ъгъл 20°.
9. ↑  Салютно оръдие.
10. ↑  
Турбини конструкция на американския инженер Къртис, произвеждани по лиценз от фирмата „Браун“.
11. ↑  Барт дава друго описание на разположението на турбините.
12. ↑  С дебелина 25,4 мм.
13. ↑  В източника стои препратка към Вашингтонския договор от 1922 г. Но по неговите условия „Тайгър“ трябва да си остане в строй до 1935 г., до неговата замяна с новопостроен линеен кораб. А всъщност член 2 от част I на Лондонския договор от 1930 г. предписва списването му до 1932 г., без замяна с нов кораб.
14. ↑  Британските крайцери от второ поколение с 343-мм оръдия – „Лайън“, „Принцес Роял“, „Куин Мери“ и „Тайгър“ – поради използването в две от имената им на хищници от семейството на котките получават в британския флот прякора „котки“ с добавка на създателя на тяхната идея – адмирал Джон Фишър.
15. ↑  Данните за тези оръдия по време на Първата световна война са много малки, поради което са дадени данните за снаряд тип 91, използван във Втората световна война.
16. ↑  Дължината на ствола, отнесена към калибъра на оръдието. Дадена е по британската система, в която за дължината се смята по канала на ствола. В Германия и Русия под дължина се разбира дължината от дулния срез до челото на затворното гнездо, за това тя е преизчислена според британската система, а в скобки е дадена официалната цифра според националната система за разчет.
17. ↑  Разминаване по източниците. Британските източници дават далечина в 16 200 м, Стаф и Грьонер дават 18 000 м. След модернизацията през 1916 г. с увеличаването на ъгъла на възвишение до 16° всички източници дават далечина от в 20 400 м.
18. ↑  Максимален ъгъл на възвишение от 25°.